# プラトー効果
プラトー効果 (プラトーこうか、英語：Plateau effect)とは、一時的な停滞状態のことを言う。おもに筋力トレーニング時の停滞期を指す。学習、作業の進歩が一時的に停滞する状態を指す場合にも使われる。成長曲線の横ばいとして現れ、心的飽和や疲労などが原因で起こる。高原現象。高原状態。
プラトーに陥ると、今までと同じトレーニング内容にもかかわらずまったくと言っていいほど成績が向上しない。この原因は、休養不足、栄養不足などが挙げられる。また、同じトレーニングメニューを何ヶ月もこなしていると、内容がハードでもプラトーに陥る。これはトレーニング自体が日常生活の一部だと体が誤認識し、オーバーロードの原則が適用されなくなるためである。よって、プラトーを回避するにはトレーニングメニューの多様化も求められる。
他、脳神経障害におけるリハビリテーションの機能回復の限界にも使用される。例えば、脳梗塞などで脳の一部が壊疽し、麻痺等の後遺症が残る状態があった場合、リハビリテーションで、脳機能の他の残存部分を刺激、利用する事により、身体機能の回復を計るリハビリテーションが行われるが、その際に現在の医学では、壊疽で失った脳機能とまったく同じ状態での回復は期待しにくいため、病状が発祥する前の身体機能と比較して、その病状からの機能回復の「限界」や「停滞状態」の事を、プラトーと表現する。